# Hilton Young
Edward Hilton Young, 1er baron Kennet, (20 mars 1879-11 juillet 1960) est un homme politique et écrivain britannique. 

## Famille et Jeunesse
Il est le plus jeune fils de George Young, 3e baronnet, un philanthrope réputé. La grand-mère paternelle de George est Emily Baring, de la Famille Baring. La mère de Hilton, Alice Eacy Kennedy, est d'origine protestante irlandaise de Dublin et a auparavant vécu en Inde après avoir épousé Alexander Lawrence, neveu du vice-roi, John Lawrence. Veuve quand Alexander meurt dans l'effondrement d'un pont, Alice retourne en Angleterre, épousant George en 1871. Il est le plus jeune de trois fils et d'une fille (décédée à l'âge de 14 ans) nés du couple. Le frère aîné, également appelé George, devient diplomate et érudit ottoman. Le frère suivant, Geoffrey Winthrop Young, est un éducateur et un alpiniste réputé. Leur enfance se déroule dans le domaine familial «Formosa», au bord de la Tamise, à Cookham, dans le Berkshire. Lors de visites à leur maison londonienne près de Sloane Square, Hilton joue souvent dans les jardins de Kensington avec les enfants de l'ami de George, Leslie Stephen. De cette façon, il noue une amitié étroite avec son contemporain Thoby Stephen et fait la connaissance des frères et sœurs de Thoby, Vanessa, Virginia et Adrian. 
À son école préparatoire, Northaw Place, en 1892, Young a pitié de Clement Attlee neuf ans, le premier jour de l'école, offrant au nouveau venu de la confiture de son propre pot. Ses études secondaires commencent au Marlborough College mais l'intimidation incessante amène à le transférer au Collège d'Eton où il met l'accent sur la science plutôt que sur les classiques. Après deux années d'études en chimie à l'University College London, il monte au Trinity College de Cambridge en octobre 1897, en sort en 1900 avec une «première» en sciences naturelles et ayant obtenu le poste de président de l'Union Society,. 

## Début de carrière
Après Cambridge, il étudie pour le Barreau et est appelé par l'Inner Temple en 1904. Cependant, après avoir reçu quelques mémoires et souffert d'une dépression nerveuse, il passe au journalisme financier. En 1908, il est nommé rédacteur en chef adjoint de The Economist, démissionnant en 1910 pour devenir rédacteur en chef du Morning Post . Son travail de 1912 sur les sociétés étrangères et autres sociétés combine ses connaissances juridiques et financières pour examiner le statut des sociétés créées dans une juridiction nationale qui opèrent dans d'autres juridictions. 
À Cambridge, par l'intermédiaire de Thoby Stephen, il fait la connaissance de membres clés de ce qui allait devenir le « groupe Bloomsbury ». Il assiste aux premiers rassemblements du groupe à Gordon Square et Fitzroy Square. 

## Première Guerre mondiale
Il s'engage dans la Royal Naval Volunteer Reserve le 22 août 1914 et est envoyé en service en septembre. Il sert dans une grande variété de théâtres et d'actions pendant la Première Guerre mondiale, dont la grande flotte à Scapa Flow, les croiseurs légers de Harwich, la mission de l'amiral Troubridge sur le Danube, le siège naval en Flandre, le raid de Zeebrugge dans lequel, commandant un canon arrière sur le HMS Vindictive, il est gravement blessé, nécessitant l'amputation de son bras droit, et, enfin, dans la campagne de Russie, commandant un train blindé sur la ligne sud de l'Arkhangelsk. Ces expériences ont toutes été racontées dans ses mémoires de guerre de 1920, By Sea and Land . Son service de guerre lui vaut également l'Ordre du service distingué, la Croix et le barreau du service distingué, la Croix de guerre française et la Médaille d'argent serbe . Une autre conséquence littéraire de son service de guerre est A Muse at Sea, une compilation de ses poèmes publiée plus tôt dans le Ducal Weekly (le journal Iron Duke), le Morning Post, le Cornhill Magazine et la Nation.  
En mai 1915, alors qu'il sert sur le HMS Iron Duke à Scapa Flow, la première édition de son système de finances nationales est publiée . Grâce à d'autres éditions en 1924 et 1936, il est resté l'ouvrage de référence sur les processus budgétaires de Westminster jusque dans les années 1950 . Pendant qu'il est en service actif, en février 1915, il est élu sans opposition comme député libéral lors d'une élection partielle pour le siège de Norwich. Après la guerre, il commence son ascension politique en février 1919 lorsqu'il est nommé secrétaire parlementaire privé de Herbert Fisher, ministre de l'Education . En avril 1921, il est promu secrétaire financier au Trésor. À ce titre, il est le lien entre le gouvernement et la "Geddes Axe, le comité d'experts en affaires créé par Lloyd George au lendemain de la Première Guerre mondiale pour entreprendre un examen fondamental des dépenses publiques dans l'espoir d'identifier des économies importantes . 

## Carrière d'après-guerre
Démis de ses fonctions à l'arrivée de Bonar Law en août 1922, il devient whip en chef des libéraux de Lloyd George et conseiller privé. Il perd son siège de Norwich pendant 10 mois pendant les troubles politiques de 1923-1924, et il consacre le reste des années 1920 à promouvoir ses intérêts personnels et commerciaux, à commencer par son mariage en 1922 avec la sculptrice Kathleen Scott, née Bruce, veuve du capitaine Robert Falcon Scott . Avec le mariage, il est devenu le beau-père du fils de Kathleen, le futur naturaliste et plaisancier Peter Markham Scott. En août 1923, Kathleen, âgée de 45 ans, donne naissance à leur fils Wayland Young, qui devient écrivain et politicien travailliste .     
Il devient rédacteur en chef du Financial News, 1926-1929, et introduit une page Arts qui est poursuivie par le Financial Times lors de leur fusion en 1946. Il rejoint les conseils d'administration du Southern Railway, d'English Electric et de la Compagnie de la Baie d'Hudson. Il participe à des missions financières en Pologne (1922–3)  et en Irak (1925, 1930 ) destinées à stabiliser les positions financières de ces pays. La mission en Irak de 1930 l'a vu recommander la création d'un bureau de la monnaie irakienne pour émettre une monnaie nationale, le dinar, pour remplacer les roupies indiennes émises comme monnaie temporaire lorsque les forces britanniques ont remplacé les Ottomans dans l'ancienne Mésopotamie pendant la Première Guerre mondiale. Le gouvernement irakien accepte les recommandations de Young en ce qui concerne la monnaie de la nation et il est devenu le premier président de l'Irak Currency Board le 11 juin 1931 . Il préside également la Commission royale de 1925-1926 sur la monnaie et les finances indiennes (à laquelle son ami Maynard Keynes est un participant clé)  et la Commission de l'Afrique de l'Est de 1927-1928 . 
Young s'est joint au Parti conservateur en 1926 pendant son mandat de député de Norwich. Il est délégué à l'Assemblée de la Société des Nations, en 1926 et 1927. Il devient député de Sevenoaks en 1929 et est ministre des crédits à l'exportation à partir de 1929 et ministre de la Santé entre 1931 et 1935. Le portefeuille de la santé comprenait alors la responsabilité du logement, y compris le nettoyage des bidonvilles et le relogement. Il participe à l'élaboration de la loi de 1932 sur la planification urbaine et rurale (qui s'appliquait à tous les terrains "aménageables"), la loi sur le logement de 1935 (qui établit des normes de logement)  et la restriction de Ribbon Development Act 1935 (qui vise à consolider le développement urbain et à restreindre l'étalement urbain le long des principales autoroutes) . Il se retire de la politique en juillet 1935 et est créé baron Kennet de Dene. 

## Après la politique
Parti de la politique, il reprend sa carrière dans les affaires. En 1940, Lord Kennet est soit président, soit administrateur de huit sociétés cotées qui, outre le Southern Railway et les négociants en bois, Denny, Mott et Dickson Ltd, sont actives dans les secteurs des services financiers et de l'immobilier . En mai 1940, il reprend son ancien rôle de président de l'Irak Currency Board lorsque Leo Amery, qui l'avait remplacé en tant que président en 1932, démissionne en devenant membre du gouvernement en temps de guerre . Son expérience politique et financière fait de lui un choix naturel pour présider le Comité des questions capitales de 1937-1959. Chargé de conseiller le Chancelier de l'Échiquier "sur les demandes d'émission de capital pour n'importe quel but n'importe où", ce comité est particulièrement important pendant la Seconde Guerre mondiale où il doit approuver toutes les émissions d'actions et de titres dont la valeur nominale dépassait 10 000 £ . 
Il meurt au Lacket le 11 juillet 1960 et son fils Wayland lui succède comme baron. 